# 日本航空クアラルンプール墜落事故
日本航空クアラルンプール墜落事故（にほんこうくうクアラルンプールついらくじこ）は、1977年（昭和52年）9月27日に発生した航空事故。この事故の翌日には、日本航空の同僚機が、日本赤軍によってハイジャックされた『ダッカ日航機ハイジャック事件』が発生したため、日本航空は2件の事故・事件の対応に苦慮したという。

## 事故の概要
1977年9月27日、羽田空港から啓徳空港を経由してクアラルンプール国際空港（現スルタン・アブドゥル・アジズ・シャー空港）に着陸後、シンガポールのパヤレバー空港に向かうフライトプランだった日本航空715便DC-8-62型（機体記号JA8051、1971年製造）が、現地時間18時10分頃(日本時間20時10分頃)、空港手前7.7km付近にあるゴム園（標高約80mの丘）に墜落した。この事故で715便に搭乗していた乗員10名乗客69名のうち乗員8名乗客26名の計34名が死亡、乗員2名乗客43名の計45名が重軽傷を負った。
この種の事故としては生存者が多かったが、事故機がゴム園の高さ30mのゴムの木の上を滑るようにして接地したため衝撃が和らいだこと、そして激しい雨のため火災が発生してもすぐに鎮火したことがその背景にあった。犠牲者の多くは機体前部が斜面に激突した衝撃により死亡、運航乗務員3名も即死だった。

## 事故原因
昭和55年1月23日、マレーシアの民間航空局は最終報告書を発行した。報告書では機長が滑走路を視認していないにもかかわらず、最低高度以下まで降下したことが事故原因として推定された。また、要因として機長が機外の監視を怠ったこと、副操縦士が、発行されている社内規定(Company regulation)に違反した機長に対し、具申(challenge)を行わなかったことが挙げられた。